# Фреччиа
Фреччиа (итал. Freccia, «Стрела») — современная итальянская многоцелевая бронированная машина.
Создана концерном Iveco — FIAT — Oto Melara. Разработана на основе БМТВ «Чентауро». Первые прототипы появились в 1996 году.
В 2006 году итальянская армия заказала 249 «Фреччиа» на общую сумму €1,54 млрд в следующих модификациях:
- 172 БМП с башней Oto Melara Hitfist, вооружённой 25-мм автоматической пушкой Oerlikon KBA
- 36 самоходных противотанковых комплексов, оснащенных израильскими ракетами «Спайк»
- 20 командирских машин
- 21 самоходных миномёта

Поставка всех модификаций «Фреччиа» ожидается к 2016 году.

## Описание конструкции

### Вооружение
Основным вооружением является автоматическая 25-мм пушка Oerlikon KBA. Противотанковый вариант «Фреччиа» в дополнение к скорострельной пушке оснащается двумя направляющими для пуска противотанковых ракет «Спайк».

### Защищённость
Броня обеспечивает защиту от огня 30-мм автоматической пушки в лобовой проекции и круговую защиту от бронебойных 7,62-мм пуль. Противоминная защита позволяет выжить экипажу при подрыве до 6 кг взрывчатого вещества в тротиловом эквиваленте.

### Подвижность
«Фреччиа» оснащается дизельным двигателем мощностью 550 л.с. и автоматической коробкой передач. Максимальная скорость по шоссе составляет 110 км/ч, запас хода — 800 км.

## Модификации
- БМП с башней Oto Melara Hitfist, вооруженной 25-мм автоматической пушкой Oerlikon KBA
- самоходный противотанковый комплекс, оснащенный израильскими ракетами «Спайк»
- командно-штабная машина
- самоходный миномёт
- бронированная ремонтно-эвакуационная машина
- бронированная медицинская машина
- Super AV — плавающая, комбинированная модульная броня 4-го поколения разработки IBD Deisenroth Engineering, десант от 7 до 12 человек, максимальная масса 29 т.

## На вооружении
- Италия — 284 «Фреччиа» 8x8 (в том числе 20 CP и 60 CP со Spike-LR) по состоянию на 2024 год[7].